# Benquerencia de la Serena
Benquerencia de la Serena est une commune d’Espagne, dans la province de Badajoz, communauté autonome d'Estrémadure.